# Antyhelion
Antyhelion (ANT) – umowny rój meteorów występujący przez cały rok, który decyzją Międzynarodowej Organizacji Meteorowej w 2007 roku zastąpił roje ekliptyczne: Delta Cancridy, Virginidy, Sagittarydy, Północne Tau Akwarydy, Południowe Tau Akwarydy, Północne delta Akwarydy, Piscydy oraz Chi Orionidy. Wyjątek stanowią roje ekliptyczne Południowych oraz Północnych Taurydów, które wyraźnie odróżniają się jako odrębne źródło. Radiant Antyhelionu jest bardzo rozległy, gdyż zajmuje obszar 20 × 10 stopni i prawdopodobnie może w jego skład wchodzić kilka podradiantów. Ciałami macierzystymi tego zbiorczego roju są liczne drobne ciała niebieskie Układu Słonecznego, jednak trudno jednoznacznie wskazać które, z powodu skąpego materiału obserwacyjnego.  
Źródło roju Antyhelion jest położone w płaszczyźnie ekliptyki 195° na wschód od Słońca (165° na zachód). Wschodzi po zachodzie Słońca i jest widoczne przez całą noc. Przyczyną, dla której Antyhelion nie jest, jak wskazywałaby na to nazwa roju, położony dokładnie (180°) po przeciwnej stronie nieba niż Słońce, jest ruch Ziemi powodujący, że radianty wielkich źródeł meteorów sporadycznych są przesunięte w tym samym kierunku, w którym Ziemia porusza się po swojej orbicie.